# Бинни и Призрак
«Бинни и Призрак» или «Билли и Призрак» (в Великобритании), (оригинальное название: Binny und der Geist) — немецкий телесериал, совместный проект UFA Fiction и Disney Channel Germany. Идея сериала принадлежит Вивьен Хопп и Штеффи Экерманн.
Disney Channel в январе 2015 года дал зеленый свет на производство второго сезона, премьера которого в других странах состоялась 10 апреля 2016 года.

## Сюжет
Тринадцатилетняя девочка Бинни переезжает с семьей в заброшенный особняк. В поместье она встречает мальчика-призрака по имени Мельхиор, который живет здесь с далекого 1899 года и ведет себя, как настоящий аристократ.
Не зная, как и почему он стал привидением, Мельхиор пытается разгадать тайну своего прошлого. Бинни решает помочь новому другу, ведь только она может видеть таинственного обитателя особняка и разговаривать с ним!
Несмотря на то, что Бинни и Мельхиор выросли в разных эпохах, они быстро находят общий язык и становятся отличной командой. Впереди их ждут захватывающие приключения, детективные расследования, опасные встречи со злодеями и, конечно, множество забавных ситуаций.

## Герои
- Бинни Бауманн (Мерле Юшка) — 13-летняя школьница, храбрая и сообразительная. Бинни очень любознательна, любит решать загадки и является незаменимой помощницей Мельхиора в расследованиях преступлений. Познакомившись с Мельхиором всеми силами пытается помочь ему раскрыть все тайны его прошлого, разыскать все волшебные часы и остановить коварных охотников за часами.
- Мельхиор фон унд цу Панке (Йоханнес Халлерворден) — 14-летний призрак-подросток, который живет с Бинни в одной комнате. Не помнит, как и почему стал призраком. Не мог выйти из особняка фон унд цу Панке и не общался с людьми около ста лет, но не утратил свой прижизненный оптимизм и чувство юмора. Когда Бинни нашла волшебные часы и смогла видеть и слышать его, Мельхиор понял, что она может помочь ему раскрыть загадки его прошлого. Любит докучать людям маленькими призрачными шалостями — заставлять чихать, пугать внезапными порывами ветра. Не всегда понимает современную технику, но обожает мотоциклы. Любит похвастаться и иногда бывает эгоистичен, но никогда не бросит друзей в беде. Боится грызунов. Постоянно ревнует Бинни к парням, которым она симпатизирует.
- Ванда Бауманн (Катарина Каали) — мама Бинни. По профессии искусствовед и художник. Всегда энергична и позитивно настроена. Очень заботливая и любящая мать, с пониманием относится к порой нелепым идеям своего мужа Рональда. Не знает о существовании привидений и Мельхиора в частности.
- Рональд Бауманн (Штеффен Грот) — папа Бинни. Как профессиональный архитектор и изобретатель Рональд всегда пытается переделать что-то в их новом доме. Он не верит в привидений и не знает о сверхъестественном секрете Бинни.
- Хубертус ван Хорас (Штефан Вейнерт) — таинственный злодей, охотник за часами. Живёт уже более трёхсот лет, продлевая свою жизнь с помощью волшебных часов. Косвенно виноват в смерти Мельхиора и его родителей. Хочет завладеть всеми волшебными часами, и заполучить в свои руки карманные часы Мельхиора. Пытается переманить Мельхиора на свою сторону, но Мельхиор отказывается. Был отправлен в небытие своим помощником Бодо в конце первого сезона.
- Бодо (Стефан Бекер) — не очень умный помощник Хубертуса, помогающий ему в его коварных планах. Выполняет всю черновую работу за Хубертуса, часто получает травмы и попадает в переделки. В конце первого сезона ссорится с Хубертусом и отправляет его в небытие с помощью волшебных часов, чтобы злодей не заморозил Бинни, Мельхиора и его самого.
- Лука Шуберт (Элиз Табеа Трун) — одноклассница Бинни, первая, с кем она знакомится в новой школе. Быстро становится лучшей подругой Бинни. Также первой узнаёт о тайне Бинни — знакомится с Мельхиором. Честная, смелая и добрая. В последних сериях первого сезона помогает Бинни и Мельхиору в их расследованиях.
- Николас (Лукас Райбер) — ровесник Бинни, работает на конюшне, где и знакомится с ней. Позже переводится в школу, в которой она учится. Николас будучи неравнодушным к Бинни, приглашает её на школьный бал.
- Марк (Ансельм Бресготт) — одноклассник Бинни и Луки. Смелый и решительный. Любит мотоциклы. Очень нравится Луке и отвечает ей взаимностью. Они были парой на школьном балу.
- Штеффи Шуберт (Инга Буш) — мама Луки. Комиссар полиции. В первой серии именно она приезжает в дом Бауманнов, чтобы арестовать мошенников-риэлторов. Помогает маме Бинни ненадолго устроиться художником в полицию. Выручает Луку и Бинни из рук похитителей бриллиантов.

## Список эпизодов

### 1 сезон
| Номер | Русское название / Оригинальное название           | Дата выхода     | Режиссёр        | Сценарист   |
| ----- | -------------------------------------------------- | --------------- | --------------- | ----------- |
| 1     | «Таинственный сосед» / «Der heimliche Mitbewohner» | 23 марта 2013   | Свен Боше       | Вивьен Хопп |
| 2     | "И он сказал «пуф!» / «Und es hat Puff gemacht»    | 2 ноября 2014   | Нико Цигельманн | Вивьен Хопп |
| 3     | «Мадам Бу» / «Madame Buh»                          | 9 ноября 2014   | Нико Цигельманн | Вивьен Хопп |
| 4     | «Пёс и его мальчик» / «Auf den Hund gekommen»      | 16 ноября 2014  | Нико Цигельманн | Вивьен Хопп |
| 5     | «Призраки вперёд!» / «Team-Geist»                  | 23 ноября 2014  | Нико Цигельманн | Вивьен Хопп |
| 6     | «Авария и Деньги» / «Bei Crash Cash»               | 30 ноября 2014  | Нико Цигельманн | Вивьен Хопп |
| 7     | «Кража искусства» / «Der Kunstraub»                | 7 декабря 2014  | Нико Цигельманн | Вивьен Хопп |
| 8     | «Лошадиная игра» / «Auf’s Pferd gekommen»          | 14 декабря 2014 | Нико Цигельманн | Вивьен Хопп |
| 9     | «Назойливые послания» / «Die Posting Pest»         | 21 декабря 2014 | Нико Цигельманн | Вивьен Хопп |
| 10    | «В лесу» / «Im Wald»                               | 28 декабря 2014 | Энди Фечер      | Вивьен Хопп |
| 11    | «Школьный бал» / «Der Schulball»                   | 4 января 2015   | Энди Фечер      | Вивьен Хопп |
| 12    | «Леди Бриллиант» / «Lady Diamond»                  | 11 января 2015  | Энди Фечер      | Вивьен Хопп |
| 13    | «Мороженое, Бинни» / «Ice, Ice Binny»              | 18 января 2015  | Энди Фечер      | Вивьен Хопп |

## Трансляция
Премьера первого сезона сериала на русском канале «Disney Channel» состоялась 15 октября 2015 года. Съёмки второго сезона начались 13 марта 2015 года и закончились в начале ноября 2015 года. Среди прочего, были съёмки в зоопарке на Гейльсбергом в Галле. В других странах премьера состоялась 10 апреля 2016 года, а дата в России — пока неизвестна.
| Страна                   | Канал                       | Дата премьеры        | Название                |
| ------------------------ | --------------------------- | -------------------- | ----------------------- |
| Италия                   | Disney Channel Italien      | 31 октября 2014 года | Binny e il Fantasma     |
| Швеция                   | Disney Channel Skandinavien | 1 ноября 2014 года   | Binny och spöket        |
| Норвегия                 | Disney Channel Skandinavien | 1 ноября 2014 года   | Binny og spøkelset      |
| Дания                    | Disney Channel Skandinavien | 1 ноября 2014 года   | Binny og spøgelset      |
| Финляндия                | Disney Channel Skandinavien | 1 ноября 2014 года   | Binny and the Ghost     |
| Нидерланды               | Disney Channel Niederlanden | 29 ноября 2014 года  | Binny and the Ghost     |
| Бельгия                  | Disney Channel Belgien      | 29 ноября 2014 года  | Binny and the Ghost     |
| ЮАР                      | Disney Channel Südafrika    | 13 декабря 2014 года | Binny and the Ghost     |
| Лига арабских государств | Disney Channel Naher Osten  | 13 декабря 2014 года | Binny and the Ghost     |
| Чехия                    | Disney Channel Tschechien   | 13 декабря 2014 года | Binny a duchové         |
| Венгрия                  | Disney Channel Ungarn       | 13 декабря 2014 года | Binny és a szellem      |
| Польша                   | Disney Channel Polen        | 13 декабря 2014 года | Mój kumpel duch         |
| Болгария                 | Disney Channel Bulgarien    | 14 декабря 2014 года | Бини и призракът        |
| Румыния                  | Disney Channel Rumänien     | 14 декабря 2014 года | Binny și Fantoma        |
| Франция                  | Disney Channel Frankreich   | 10 января 2015 года  | Binny et le Fantôme     |
| Объединенное Королевство | Disney Channel UK           | 27 июля 2015 года    | Billie and the Ghost    |
| Ирландия                 | Disney Channel Ireland      | 27 июля 2015 года    | Billie and the Ghost    |
| Испания                  | Disney Channel Spanien      | 12 октября 2015 года | Binny y el Fantasma     |
| Россия                   | Канал Disney                | 15 октября 2015 года | Бинни и призрак         |
| Бразилия                 | Disney Channel Brasilien    | 2015/2016            | Binny e os Fantasmas    |
| Греция                   | Disney Channel Griechenland |                      | Η Μπίνι και το Φάντασμα |

## Книги
- 4 сентября 2014 года, в Германии по первым двум сериям были выпущены две книги-новеллизации, написанные Марком Стихлером.
- 5 марта 2015 ещё две книги того же автора были опубликованы в Германии тем же издательством.

| Группа | Оригинальное название                                | Перевод                              | Дата выпуска (Германия) | Страницы |
| ------ | ---------------------------------------------------- | ------------------------------------ | ----------------------- | -------- |
| 1      | Binny und der Geist — Der geheimnisvolle Mitbewohner | Бинни и Призрак — Таинственный сосед | 4 Сентября 2014         | 160      |
| 2      | Binny und der Geist — Madame Buh                     | Бинни и Призрак — Мадам Бу           | 4 Сентября 2014         | 160      |
| 2      | Binny und der Geist — Der Geisterstürmer             | Бинни и Призрак — Призраки, вперёд!  | 5 Марта 2015            | 160      |
| 4      | Binny und der Geist — Der Kunstraub                  | Бинни и Призрак — Кража искусства    | 5 Марта 2015            | 160      |

## Награды и номинации
| Год  | Награды                                                                  | Категория                                                     | Номинанты                                    | Результат |
| ---- | ------------------------------------------------------------------------ | ------------------------------------------------------------- | -------------------------------------------- | --------- |
| 2013 | Золотой Воробей (Goldener Spatz)                                         | Сериал                                                        | Свен Боше                                    | Номинация |
| 2013 | Золотой Воробей (Goldener Spatz)                                         | Лучшая Серия (Эпизод «Лошадиная игра» («Aufs Pferd gekommen») | Нико Цигельманн                              | Победа    |
| 2015 | Белый Слон Мюнхенского кинофестиваля (Weißer Elefant — Filmfest München) | TV-сериал (TV-фильм)                                          | Нико Цигельманн, Штеффи Экерманн, Энди Фечер | Номинация |
| 2015 | Детская медиа-премия Белый Слон (Kinder-Medien-Preis Der weiße Elefant)  | Лучший молодой актёр                                          | Йоханнес Халлерворден                        | Победа    |
| 2015 | Детская медиа-премия Белый Слон (Kinder-Medien-Preis Der weiße Elefant)  | Лучшая молодая актриса                                        | Мерле Юшка                                   | Победа    |

## Интересные факты
- Максимус, конь, которого мы видим в 8 серии первого сезона сериала «Бинни и призрак», назван в честь коня Максимуса (Maximus) из мультфильма «Рапунцель: Запутанная история». Хотя конь другого цвета, он, безусловно, имеет такой же смелый, бесстрашный характер, как и Максимус из «Рапунцель: Запутанная история».